# Tour-en-Sologne
Tour-en-Sologne é uma comuna francesa na região administrativa do Centro, no departamento Loir-et-Cher. Estende-se por uma área de 26,47 km². Em 2010 a comuna tinha 1 133 habitantes (densidade: 42,8 hab./km²).